# Kvernes Tingsted

Averøy in Møre og Romsdal

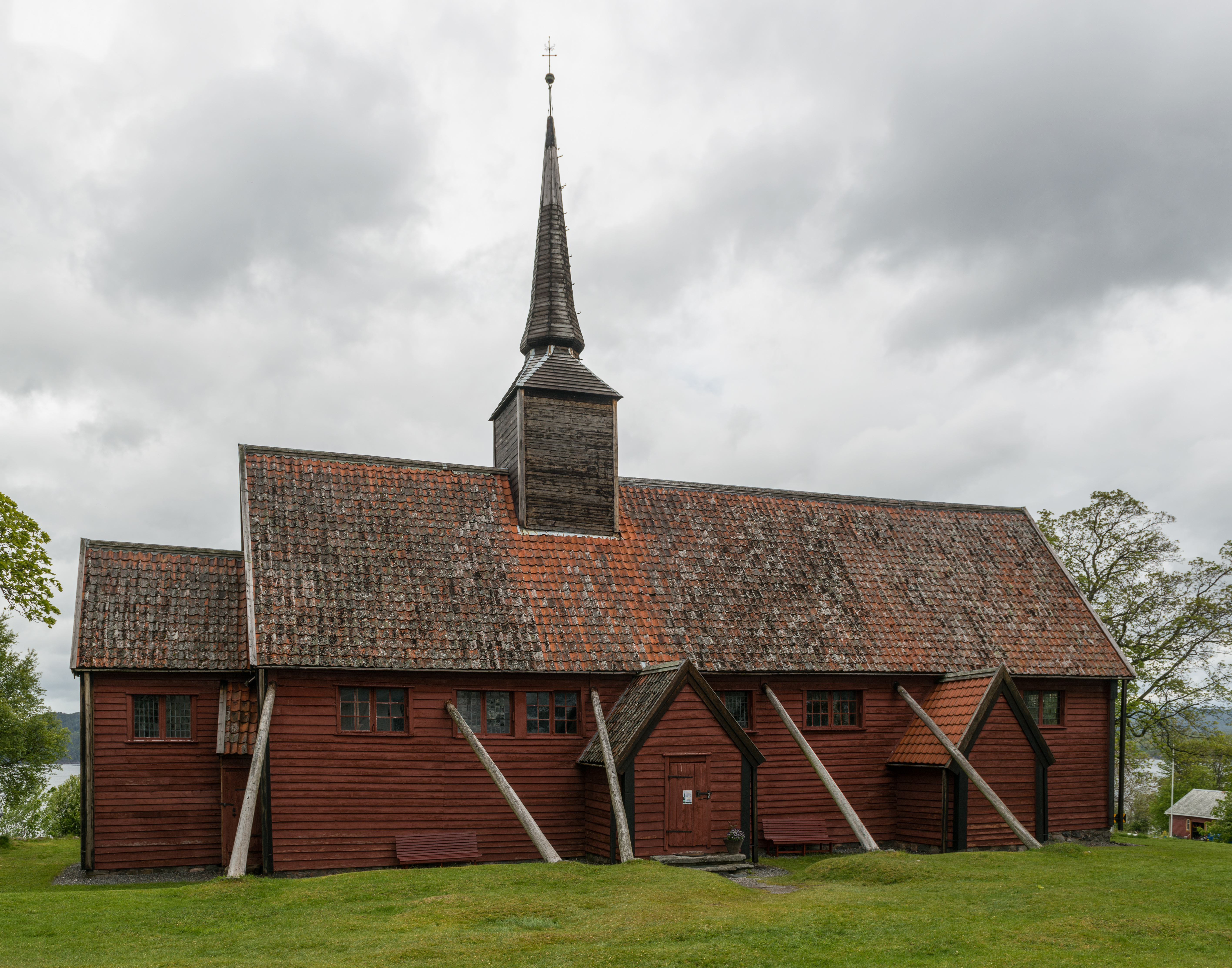
Stabkirche Kvernes

Der Steinkreis Kvernes Tingsted (auch Tingstedet genannt) liegt in Averøy auf der Ostseite der Insel Averøya im Fylke Møre og Romsdal in Norwegen. 
Der 1993 restaurierte Steinkreis (norwegisch Steinsirkel) steht an der Stelle des ursprünglichen Kreises, der 1929 entfernt wurde. In Møre og Romsdal sind vier Kreise erhalten, die Thing- oder Richterkreise genannt werden. In der Regel bestehen sie aus einer ungeraden Anzahl von Steinen, meist sieben oder neun. Nicht alle haben einen Mittelstein.
Der Steinkreis besteht aus 11 gerundeten Steinblöcken, sie haben etwa 0,4 bis 0,7 m Durchmesser und sind 0,5 Meter hoch. Die Steine liegen im Abstand von etwa 1,5 bis 2,0 Metern. Der Durchmesser des Kreises beträgt etwa 15,0 Meter. In der Mitte des Kreises befindet sich ein größerer Stein, er hat eine flache Oberfläche und etwa 2,0 m Durchmesser. Es wird angenommen, dass der Kreis aus der Eisenzeit 200–700 n. Chr. stammt. Es wurde nicht ausgegraben, aber das Alter wird anhand von anderen Kreisen in der Gegend geschätzt.

## Phallusstein
Während des Straßenbaus wurde 1949 östlich der Kirche ein 31 cm hoher und 23 cm breiter Phallusstein gefunden. Phallussteine werden „heilige, weiße Steine“ genannt und zumeist in Frauengräbern gefunden. Die Fundumstände sind nicht näher bekannt, es wurde aber Asche gefunden, was auf eine Brandbestattung deutet. Solche Steine findet man auch freistehend sowie auf und in Hügelgräbern. Die Steine, die datiert werden konnten, stammen aus der späten Eisenzeit um 400–600 n. Chr. Sie bestehen oft aus weißem Quarz, Marmor oder anderem hellen Gestein. Sie sind wie ein Phallus geformt, es ist deshalb naheliegend, dass sie zu fruchtbarkeitskultischen Zwecken benutzt wurden. In vorchristlicher Zeit lagen Fruchtbarkeits- und Totenkult nah beieinander. Der Stein befindet sich im Wissenschaftsmuseum der Technisch-Naturwissenschaftlichen Universität Norwegens in Trondheim.
Auf der anderen Straßenseite befindet sich die Stabkirche Kvernes. Sie wurde im Jahre 1432 erstmals urkundlich erwähnt, ist aber vermutlich älter.